# Wernhil
Wernhil, bis Mitte 2019 Wernhil Park, ist ein 1990 eröffnetes Einkaufs- und Geschäftszentrum in der namibischen Hauptstadt Windhoek, in Windhoek-Central gelegen. Es ist nach Werner und Hildegard List benannt. Werner List ist Gründersohn von Ohlthaver & List, dem größten Privatunternehmen Namibias.
Das Einkaufszentrum mit einer Verkaufsfläche von 54.000 Quadratmetern, 1800 Parkplätzen und mehr als 100 Geschäften (Stand November 2022) zählt zu den größten in Namibia. 2009 besuchten etwa eine Million Menschen pro Monat das Einkaufszentrum.

## Geschichte

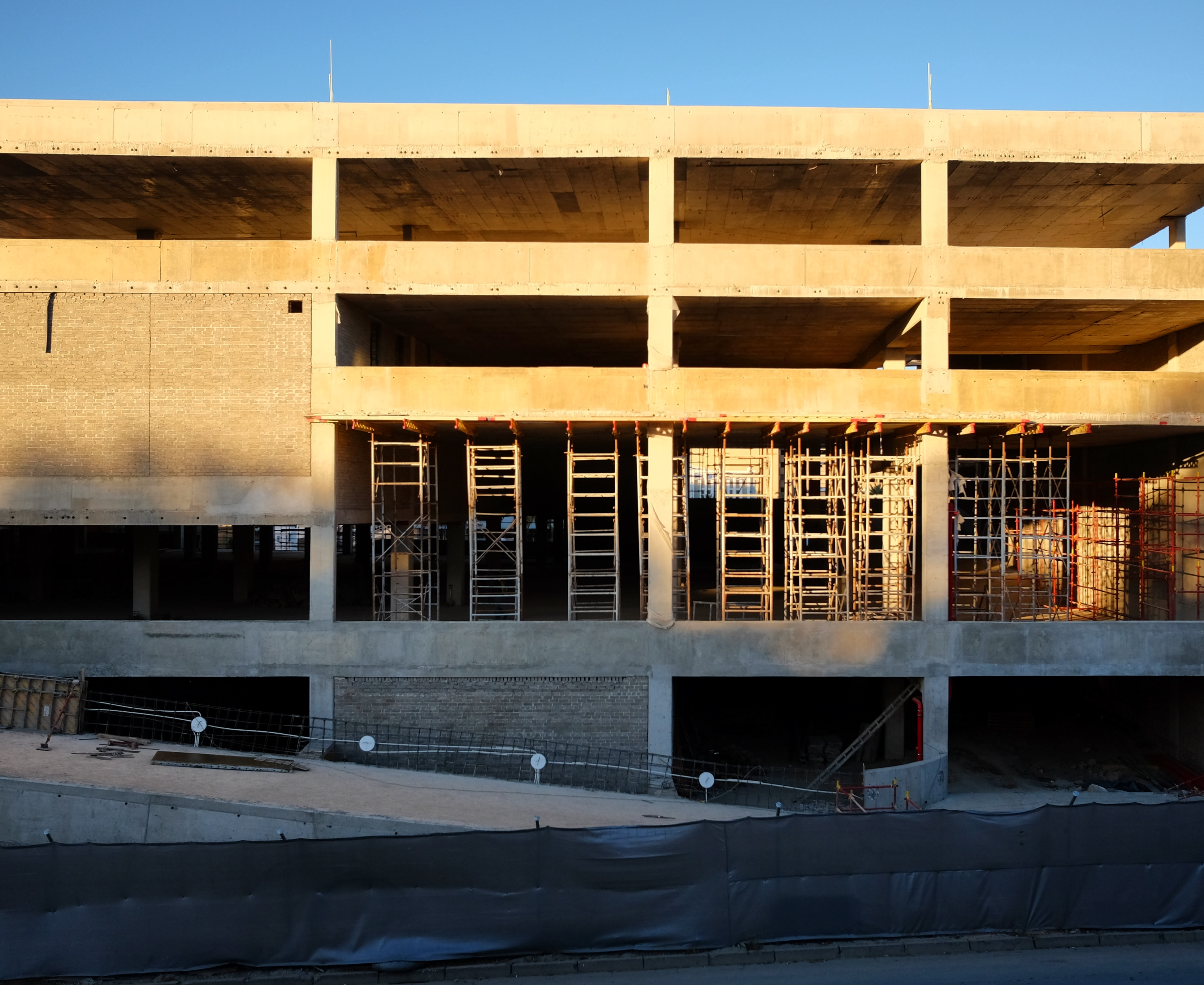
Ausbauphase 4 (2018)

Mit Ausbau in der Phase 4, die am 3. Juli 2017 begonnen hat, hat sich bis 2019 die Verkaufsfläche um fast 50 Prozent auf 54.000 m² vergrößert. Wernhil ist seitdem, zusammen mit der Grove Mall, das größte Einkaufszentrum im Land.
Bereits zwischen 2010 und 2011 wurde Wernhil in der Bauphase 3 um etwa 13.000 Quadratmeter vergrößert.